# Raffaele Sansone
Raffaele Sansone (Montevideo, 20 settembre 1910 – Bologna, 11 settembre 1994) è stato un allenatore di calcio e calciatore uruguaiano naturalizzato italiano, di ruolo mezzala.
Secondo alcune fonti il suo nome di battesimo originale era Raphael. Altre fonti lo riportano invece come Rafael.

## Carriera

### Club

#### Central Montevideo
Nato in una famiglia agiata della media borghesia di Montevideo, da Pantaleone Sansone (che lavorava in Borsa) e Angela Volpi, fu fin da giovanissimo un promettente giocatore. All'età di quattordici anni, nel 1924, venne ingaggiato dal Central Montevideo, squadra a cui rimase fedele fino al 1931, salvo una breve parentesi di quattro mesi al club argentino dell'Estudiantil Porteño, dove trovò come compagno di squadra Atilio Demaría. Col Central alternò buoni campionati, con alcune retrocessioni seguite da pronte risalite nella massima serie. Nel 1926, sedicenne, fu chiamato per la prima volta a un allenamento della nazionale, e negli anni seguenti entrò in competizione per un posto nella Celeste con "El mago" Héctor Scarone, pluricampione olimpico e campione mondiale nel 1930. Nel febbraio del 1930, a soli vent'anni, venne incluso nella prima lista di giocatori selezionati per l'imminente campionato del mondo, assieme a Francisco Fedullo e Francesco Occhiuzzi, futuri compagni di squadra al Bologna. Rimase in lizza per la convocazione fino ai 30 giocatori uruguaiani che avrebbero gareggiato ai Mondiali del 1930, in virtù anche degli apprezzamenti della stampa locale che definì il trio meraviglia Fedullo-Sansone-Petrone ideale per la Nazionale.

#### Peñarol
Nel 1931, dopo una breve disputa tra Nacional e Peñarol per ingaggiare Sansone, la spuntarono proprio gli aurinegros del Peñarol.

#### Bologna
Dopo che il suo nome era stato accostato a quello della Fiorentina, su suggerimento di Petrone, che lo riteneva utile per dargli la palla come gli serviva, dopo essere stato contattato da Ivo Fiorentini all'ultimo momento fu ingaggiato dal Bologna; l'allenatore del Bologna Felsner era infatti passato alla Fiorentina portandosi dietro Pitto e Busini III e voleva per la squadra una mezzala connazionale, formando con Fedullo, anch'egli uruguaiano di origini salernitane, una coppia di interni apprezzata dai tifosi ed affiatatissima che aiutò Schiavio a diventare capocannoniere nella stagione 1931-1932; alla fine della stagione 1932-1933 ci fu però la rottura tra lui e la società, per litigi sul contratto e per nostalgia di casa.

#### Il ritorno al Peñarol
Torna così in Uruguay, alla sua ex squadra con cui era ancora tesserato, avendo giocato in Italia senza nullaosta; ma anche in patria ebbe problemi.

#### Il ritorno al Bologna
Il nuovo presidente del Bologna, Renato Dall'Ara, lo comprò quindi definitivamente dal Peñarol per l'allora considerevole somma di 500 pesos.

#### Napoli
Passò quindi al Napoli, giocandovi una sola partita prima del suo ritiro, cui seguì una breve esperienza come allenatore dei partenopei, che guidò nella stagione 1945-1946 al 1º posto nel Campionato misto A e B del Centro-sud, risultato che diede la promozione in Serie A, ed al 5º posto nel Girone Finale di Divisione Nazionale.

### Nazionale
In virtù del padre salernitano poté giocare con gli azzurri, con cui debuttò il 20 marzo 1932 al Prater di Vienna contro il Wunderteam di Matthias Sindelar, in Austria-Italia 2-1; il 27 ottobre 1935 debuttò inoltre nell'allora Nazionale B, in Italia-Cecoslovacchia 3-1, con cui ebbe 3 presenze. Riportò un secondo posto nel Coppa Internazionale 1931-1932.

### Dopo il ritiro
Lasciato il calcio giocato si trasferì definitivamente a Bologna, la città dove nel 1936 sposò una bolognese da cui ebbe due figli, diventando consulente del mercato dello storico presidente Renato Dall'Ara, allenatore delle giovanili (con cui vinse il torneo di Viareggio nel 1967) ed osservatore, scoprendo Pascutti, Capra, Haller, Furlanis, Tumburus e Renna.

## Statistiche

### Cronologia presenze e reti in nazionale
| Cronologia completa delle presenze e delle reti in nazionale ― Italia | Cronologia completa delle presenze e delle reti in nazionale ― Italia | Cronologia completa delle presenze e delle reti in nazionale ― Italia | Cronologia completa delle presenze e delle reti in nazionale ― Italia | Cronologia completa delle presenze e delle reti in nazionale ― Italia | Cronologia completa delle presenze e delle reti in nazionale ― Italia | Cronologia completa delle presenze e delle reti in nazionale ― Italia | Cronologia completa delle presenze e delle reti in nazionale ― Italia |
| Data                                                                  | Città                                                                 | In casa                                                               | Risultato                                                             | Ospiti                                                                | Competizione                                                          | Reti                                                                  | Note                                                                  |
| --------------------------------------------------------------------- | --------------------------------------------------------------------- | --------------------------------------------------------------------- | --------------------------------------------------------------------- | --------------------------------------------------------------------- | --------------------------------------------------------------------- | --------------------------------------------------------------------- | --------------------------------------------------------------------- |
| 20-3-1932                                                             | Vienna                                                                | Austria                                                               | 2 – 1                                                                 | Italia                                                                | Coppa Internazionale 1931-1932                                        | -                                                                     |                                                                       |
| 28-10-1932                                                            | Praga                                                                 | Cecoslovacchia                                                        | 2 – 1                                                                 | Italia                                                                | Coppa Internazionale 1931-1932                                        | -                                                                     |                                                                       |
| 26-3-1939                                                             | Firenze                                                               | Italia                                                                | 3 – 2                                                                 | Germania                                                              | Amichevole                                                            | -                                                                     |                                                                       |
| Totale                                                                |                                                                       | Presenze                                                              | 3                                                                     |                                                                       | Reti                                                                  | 0                                                                     |                                                                       |

## Palmarès

### Competizioni nazionali
- Campionato italiano: 4

Bologna: 1935-1936, 1936-1937, 1938-1939, 1940-1941

### Competizioni internazionali
- Coppa dell'Europa Centrale: 2

Bologna: 1932, 1934
- Torneo Internazionale dell'Expo Universale di Parigi 1937: 1

Bologna: 1937